# Otyg
Az Otyg egy svéd folk-metal együttes. Tagok: Vintersorg (Andreas Hedlund), Daniel Fredriksson, Mattias Marklund, Cia Hedmark és Fredrik Nilsson. Volt tagok: Samuel Norberg és Stefan Strömberg. 1995-ben alakultak meg Skellefteå-ban. Ez volt Hedlund második "saját gyártású" zenekara, a magáról elnevezett Vintersorg után. Két korszakuk volt: először 1995-től 2002-ig működtek, majd 2012-től napjainkig.  Szövegeik témája a skandináv folklór. Lemezeiket a Napalm Records kiadó jelenteti meg.

## Diszkográfia/Stúdióalbumok
- Alvefard (1998)
- Sagovindars boning (1999)

## Egyéb kiadványok
- Bergtagen (demó, 1995)
- I trollskogens drömmande mörker (demó, 1996)
- Galdersång til bergfadern (demó, 1997)